# Haynes International Motor Museum
Pour les articles homonymes, voir Haynes.

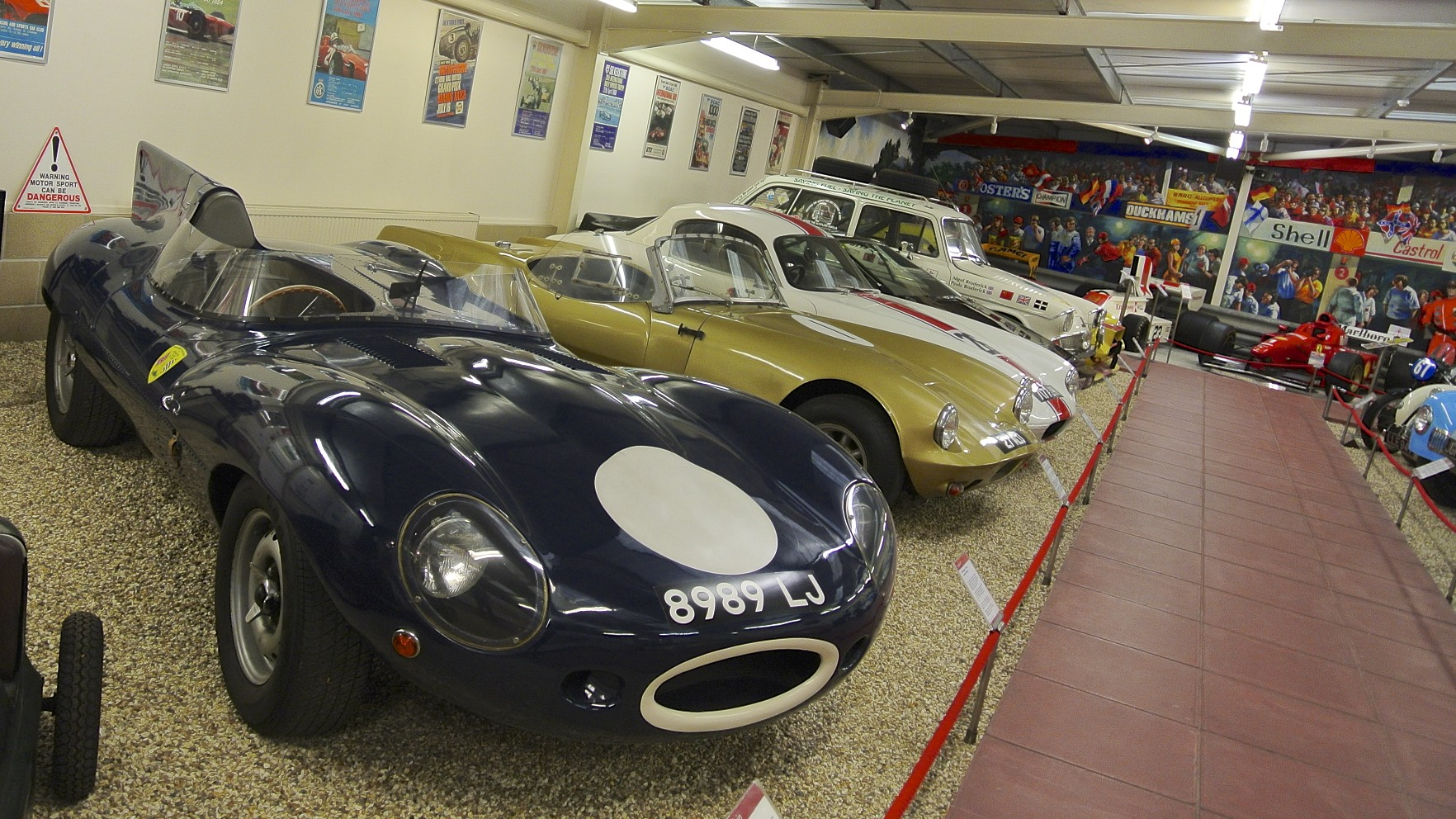
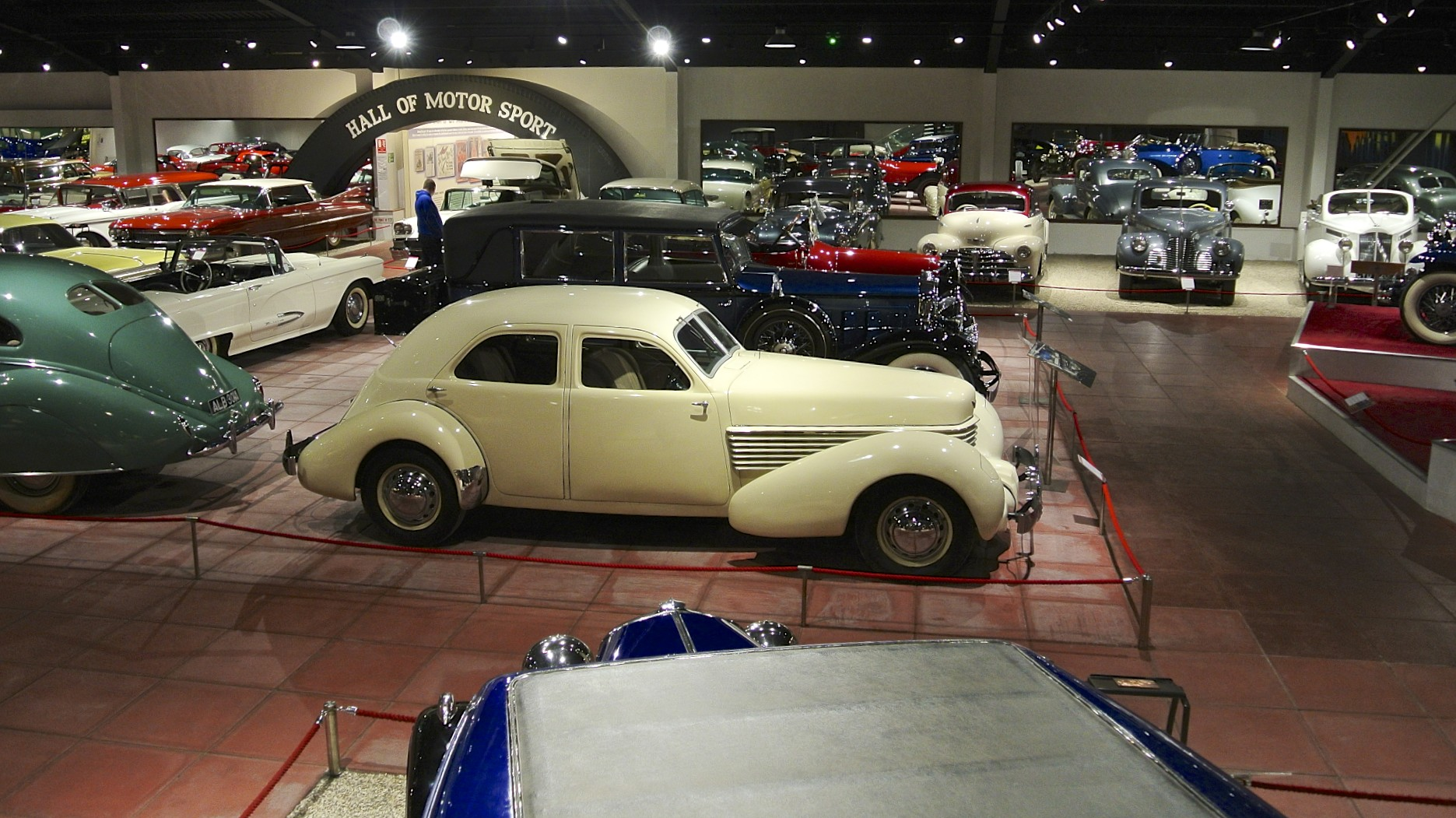

Le Haynes International Motor Museum de Sparkford dans le Somerset, en Angleterre est un musée de l'automobile britannique créé en 1985.

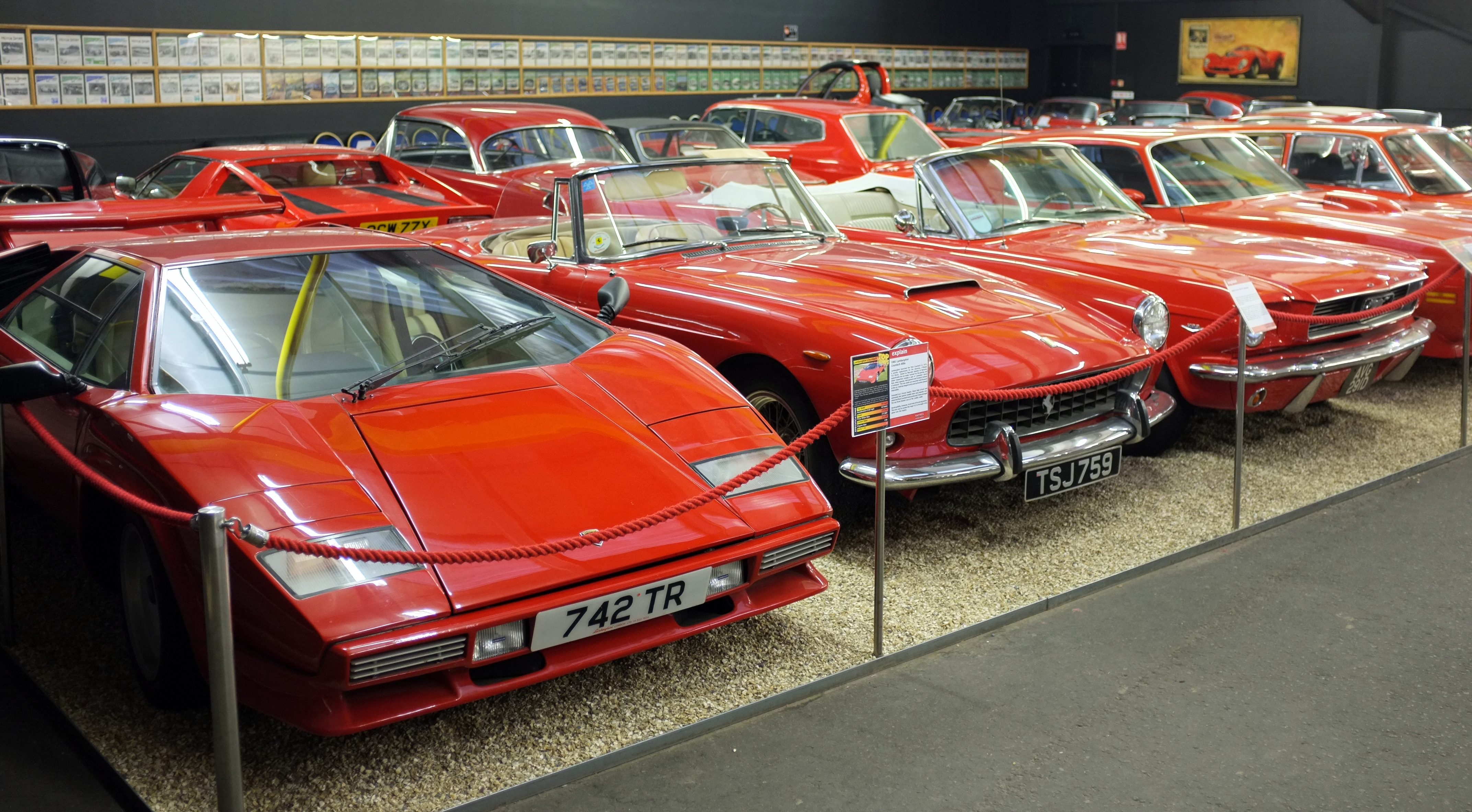
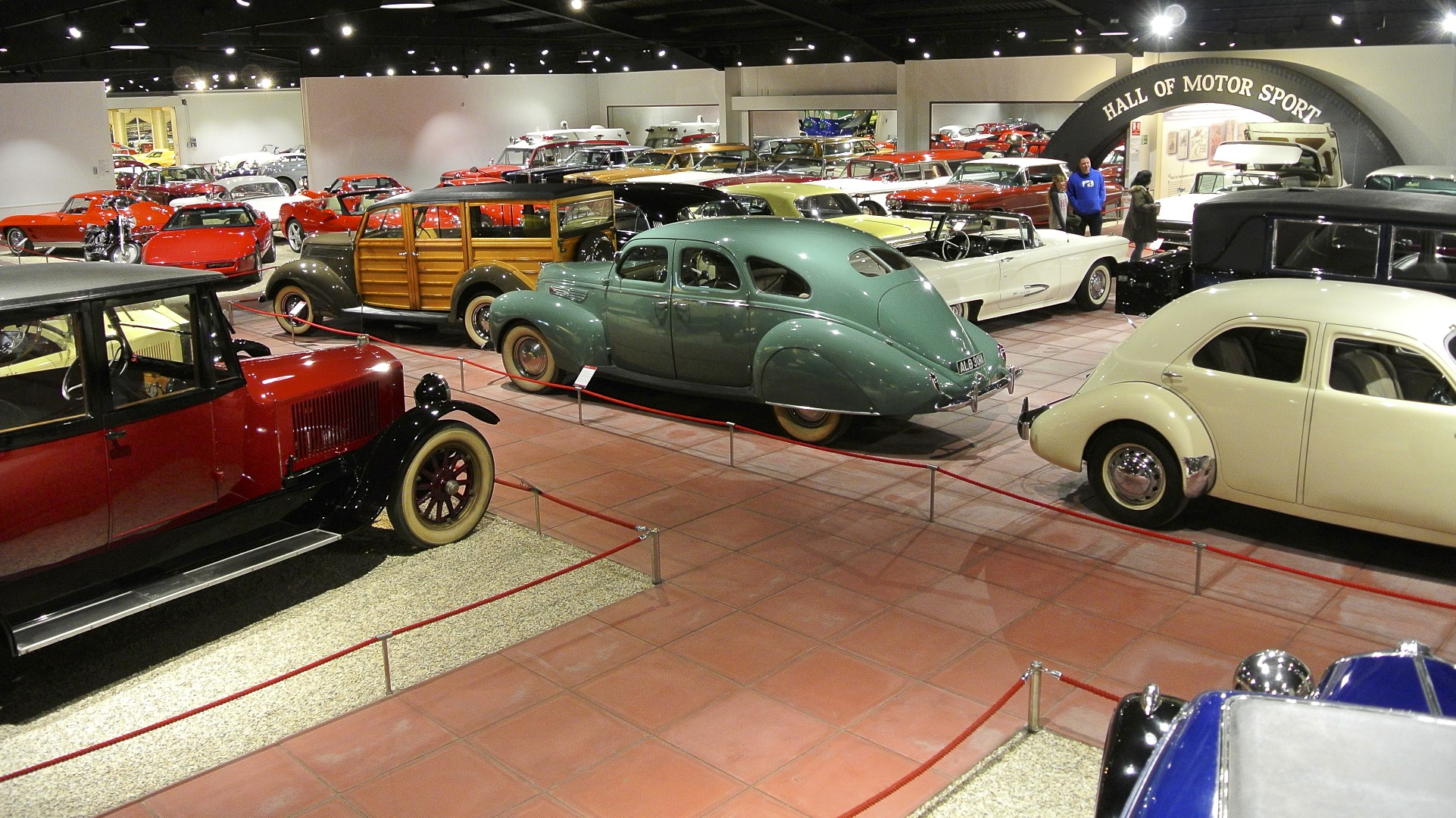

## Historique
Ce musée est créé en 1985 par John Harold Haynes OBE (1938-2019), passionné d'automobiles, créateur des manuels Haynes et fondateur des éditions Haynes en 1960.

Quelques modèles exposés
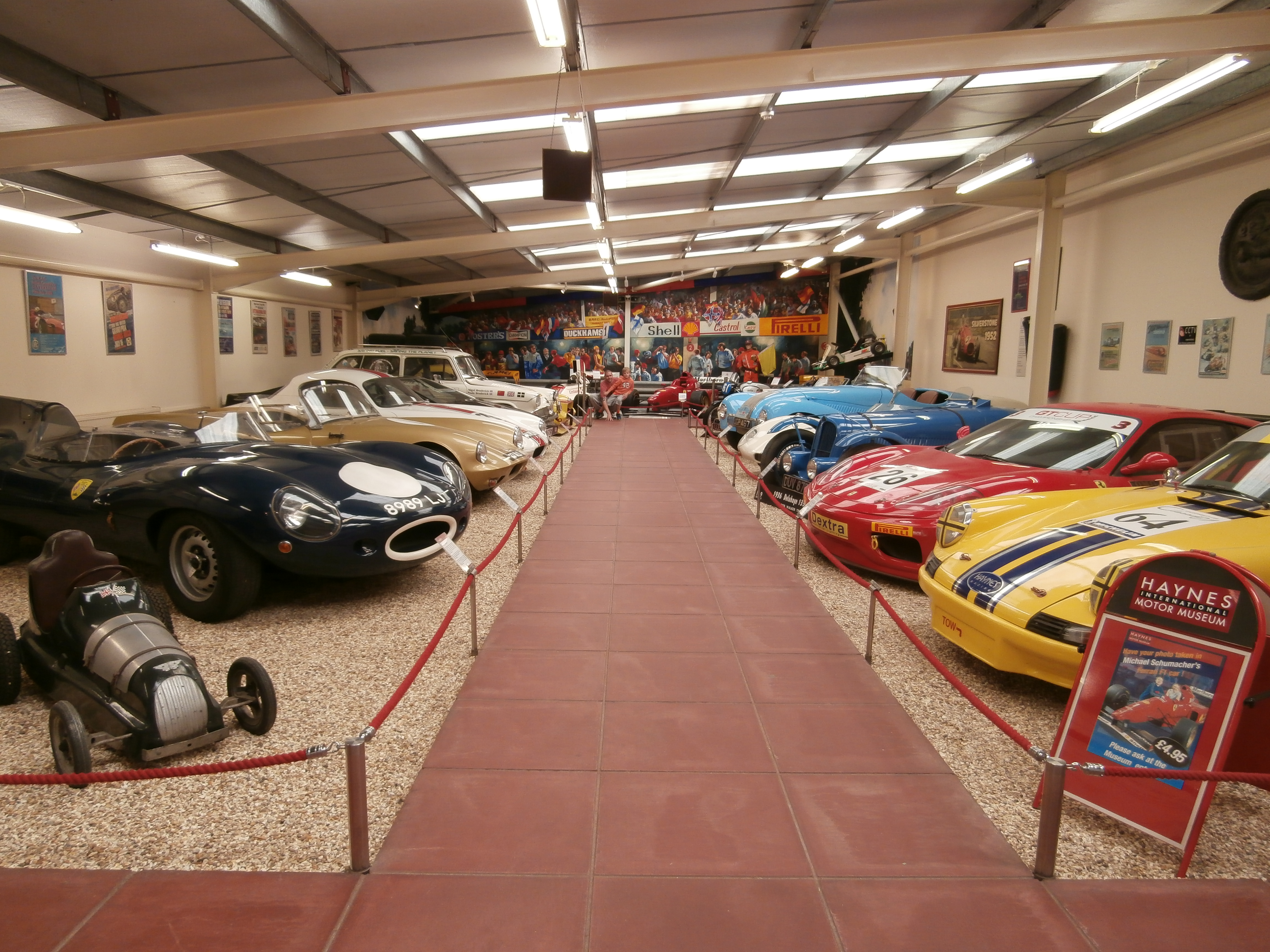
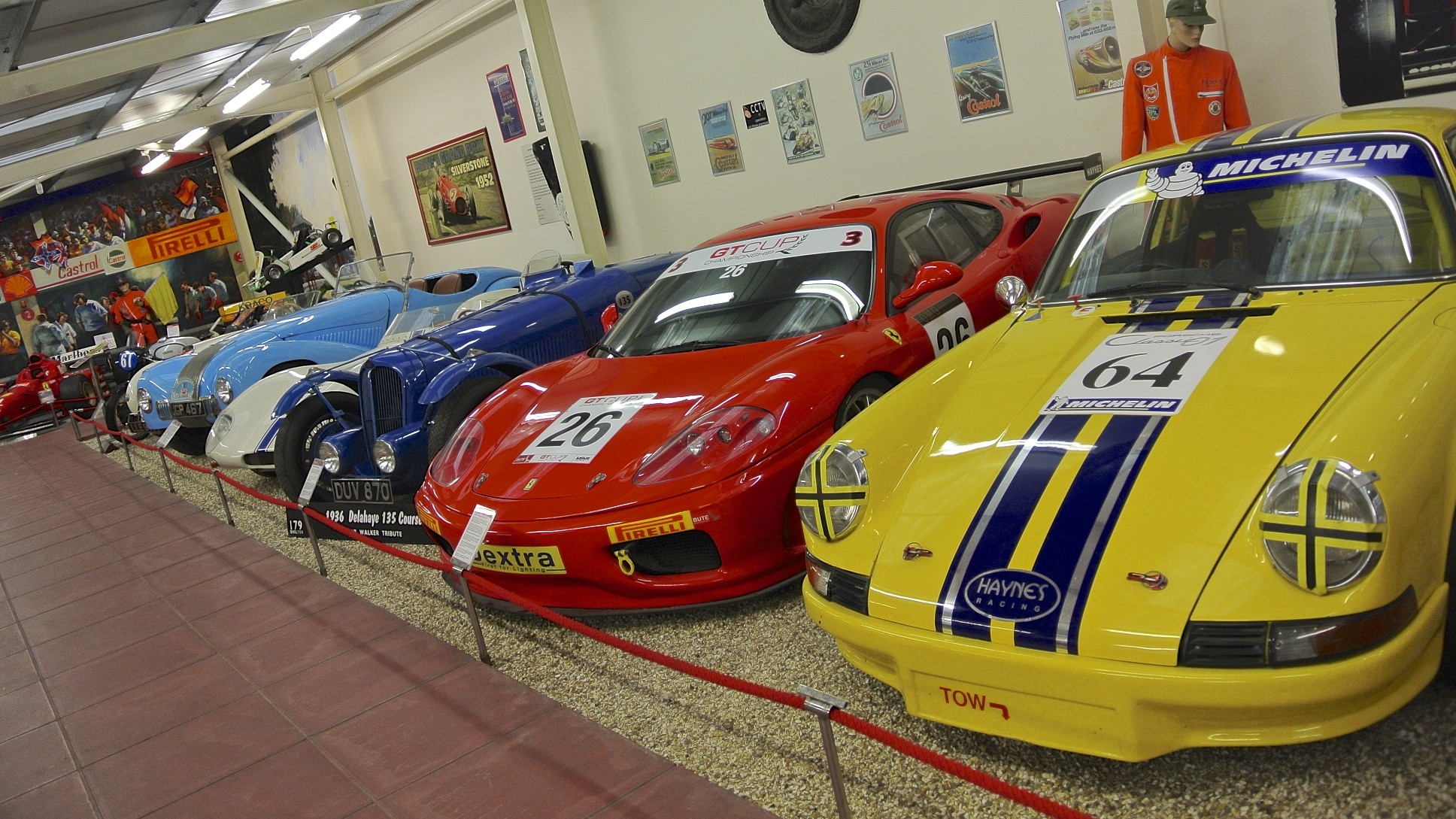

Le musée expose sur 15 espaces d'exposition une des plus importantes collections de voitures et de motos du monde avec plus de 400 véhicules et motos anciennes de l’histoire de l'automobile et de l’industrie automobile britannique, ainsi que de nombreux documents, affiches, vidéos, et objets. 